# Αソレノイド

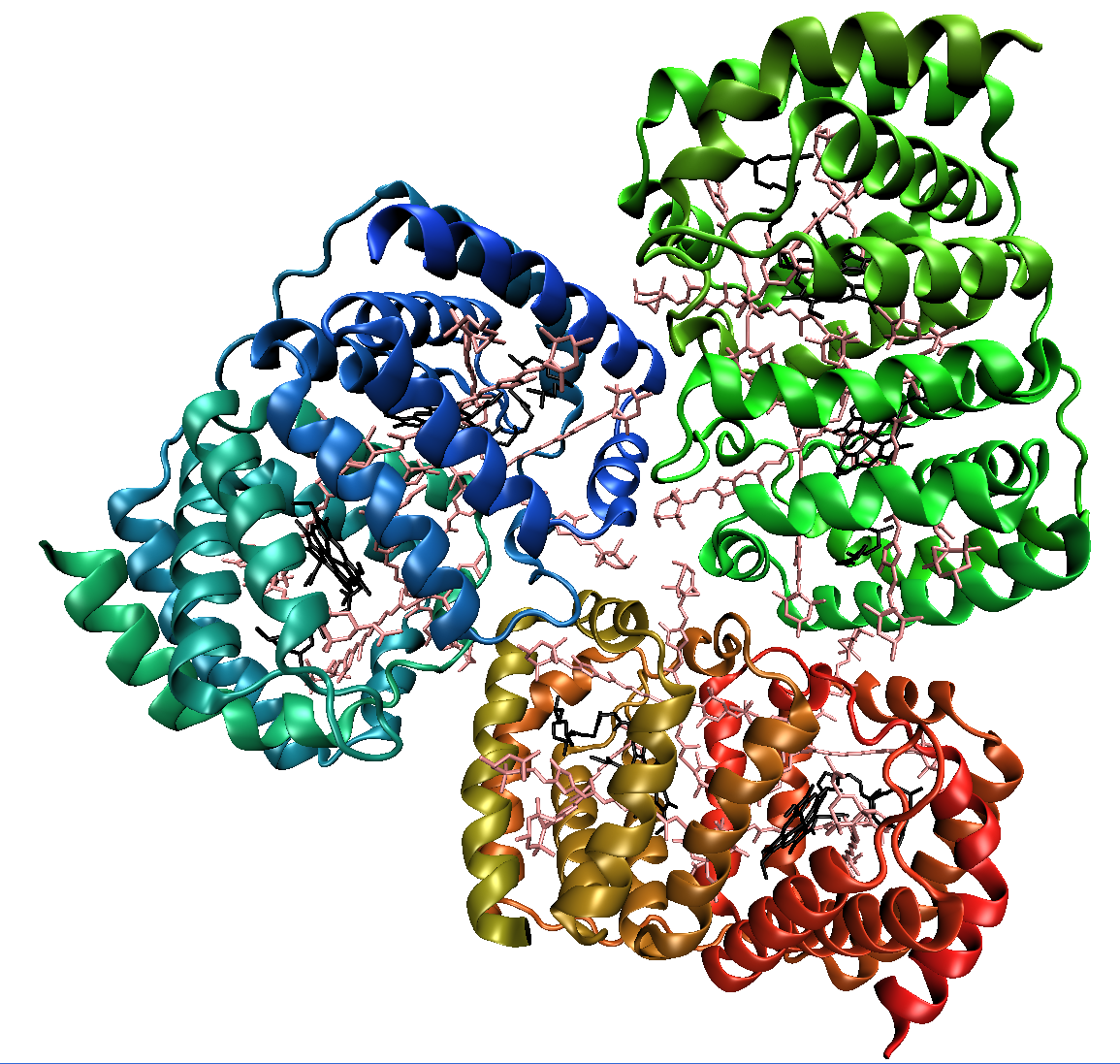
渦鞭毛藻の葉緑体タンパク質に含まれるαソレノイドの三量体からなるタンパク質ペリジニンはピンク、クロロフィルは黒で表されている。

αソレノイド（Alpha solenoid）はタンパク質フォールドの1つで、葉緑体の光捕集系複合体のサブユニットに見られる。特に渦鞭毛藻のペリジニンやクロロフィルを含むタンパク質や、真核生物の核膜孔複合体を作るタンパク質のドメインに見られる。αヘリックスが曲線状に配列した構造で、ジェリーロールの形に似ている。αヘリックスの並ぶ曲線の曲率は、一次構造に依存する。曲率が大きいソレノイドは特定の配列を持ち、おそらくソレノイド様の構造を持つプロテアソームの一部分もその1つである。